# 24 avril 1925

## Naissances
- Jimmy Dickinson (décédé le 9 novembre 1982), footballeur anglais
- Eugen Weber (mort le 17 mai 2007), historien américain
- Georges Courtès astronome français
- Franco Leccese (mort le 23 juin 1992), athlète italien
- François Gros, biologiste français
- Mark Pinsker (mort le 23 décembre 2003), mathématicien russe
- Leslie Alcock (mort le 6 juin 2006), professeur d'archéologie
- Ferdinand Kazadi (mort le 26 juin 1984), homme politique congolais

## Décès
- Louis Deschamps (né le 23 décembre 1878), homme politique français

## Autres événements
- Fusillade de la rue Damrémont : 4 morts sont à déplorer Rue Damrémont lors d'une rixe entre des jeunes patriotes d'extrême droite et des communistes.
- Inscription au titre des monuments historiques : Église Saint-Barnabé de Langoëlan, Croix de cimetière du Guerno, Église Saint-Pierre de Locoal-Mendon, Calvaire de l'église de Guénin, Curbigny, Église Saint-Conogan de Lanvénégen, Chapelle Saint-Maudé de La Croix-Helléan, Église Saint-Alban d'Elven, Chapelle Saint-Nicolas de Gourin,Chapelle de Locmaria-er-Hoët, Église Notre-Dame de Locmariaquer, Église Saint-Pierre-et-Saint-Paul de Gourin, Chapelle Notre-Dame-de-Quelven